# Резолюция Совета Безопасности ООН 24
Резолюция Совета Безопасности ООН 24— резолюция, принятая 30 апреля 1947 года, которая посоветовала отправить венгерскую заявку о приеме в Организацию Объединенных Наций в Комитет по приему новых членов для «изучения и докладу Совету Безопасности в подходящее время».
Резолюция была принята 10 голосами. Австралия воздержалась.

## См.также
- Резолюции Совета Безопасности ООН 1—100 (1946—1953)